# Laurence de Cinq-Cygne
Laurence de Cinq-Cygne, née en 1780, est un personnage de La Comédie humaine, créé par Honoré de Balzac.
C’est une forte personnalité, indépendante et courageuse, qui affronte tous les dangers pour sauver les gens qu’elle aime : les jumeaux Simeuse et le régisseur de son domaine, Michu. Elle apparaît principalement dans Une ténébreuse affaire où elle affronte deux redoutables policiers : Peyrade et Corentin.
Héritière du nom et des armes de sa famille, elle ne possède plus qu’une fortune réduite en 1799. Depuis le drame de l’attaque de l’hôtel de Cinq-Cygne où elle a vu périr ses parents sous ses yeux, en 1792, c’est une royaliste convaincue qui complote pour le retour du roi avec ses cousins Simeuse. Elle a été recueillie enfant par la famille d’Hauteserre, avec laquelle elle habite le château familial de Cinq-Cygne. Sa famille ignore ses activités royalistes et lorsque ses cousins sont pris, elle se rend elle-même sur les lieux de la bataille d’Iéna, pour demander leur grâce à Napoléon Bonaparte. Elle est amoureuse des deux frères en même temps, mais elle n’aura pas à choisir : les Simeuse meurent à la guerre en 1812.
En 1813, elle épouse Adrien de Hauteserre dont elle a deux enfants : Berthe et Paul. Vers 1833, elle rend visite à la princesse de Cadignan dont le fils va épouser Berthe, sa fille, à qui elle a transmis son titre. En 1836, elle fait partie des sommités du faubourg Saint-Germain et elle apporte son aide aux œuvres charitables de madame de la Chanterie.
Elle apparaît aussi dans :
- L'Envers de l'histoire contemporaine
- Les Secrets de la princesse de Cadignan
- Le Député d'Arcis

## À l'écran
Le personnage de Laurence de Cinq-Cygne est interprété par Thérèse Liotard dans le  téléfilm : Une ténébreuse affaire, réalisateur Alain Boudet (juin 1975).